# Radio La Nube
Radio La Nube es una emisora peruana con sede en Lima que anteriormente transmitía en frecuencia modulada. Su programación se centra en rock y pop de los años 1990 a 2010, aunque ocasionalmente también incluye baladas de esa época. Actualmente, la emisora se puede escuchar a través de su sitio web.

## Historia
Inició sus transmisiones el 2 de diciembre de 2019, reemplazando a la radioemisora Cumbia Mix. Su programación consistía en rock y pop de las décadas de 1990 a 2010. Esta etapa duró hasta el 1 de abril de 2020, cuando cesó sus emisiones en frecuencia modulada y fue reemplazada por Viva FM. Desde entonces, continúa operando como una emisora en línea.